# مقاطعة فان زانت (تكساس)
مقاطعة فان زانت (بالإنجليزية: Van Zandt  County)‏ هي إحدى المقاطعات في ولاية تكساس، الولايات المتحدة الأمريكية.

## أعلام
- جاك غراي
- ويلي بوست